# Loznica (općina)
Općina Loznica (srp., ćir. Град Лозница, lat. Grad Loznica) pripada Mačvanskome okrugu u središnjoj Srbiji. Središte općine je Loznica, a uz nju, općini pripadaju još 53 naselja (ukupno 54). Prema podacima iz 2002. godine u općini je tada živjelo 86.413 stanovnika.

## Geografija
Površina općine iznosi 612 km2 od kojih 35.965 ha pripada poljoprivrednim površinama, a 19.852 ha pripada šumskim površinama.

### Administratvno-teritorijalna podjela
Općina Loznica administrativno pripada Mačvanskome okrugu zauzimajući 19 % njegove površine. Prije ustrojstva najnovije administrativno-teritorijalne podjele iz 1991. godine, općina je pripadala Podrinjsko-kolubarskoj regiji, zauzimajući 10,64 % njezine površine. Geografski gledano, bila je to bolja teritorijalna podjela s većim mogućnostima razvoja Općine.

### Geografski položaj
Teritorij općine pripada podregiji Jadar, dijelu regije Donje Podrinje. Općina je smještena na krajnjem zapadu Srbije, u priobalju Drine, što je u prošlosti pogodovalo njezinom geografskom smještaju i utjecaju na regiju. Geografski položaj općine lošiji je nego položaj Šumadije i Pomoravlja, ali je bolji nego položaj općina koje se nalaze uzvodnije uz Drinu.

### Granice
Općina Loznica nalazi se na granici Republike Srbije i Republike Srpske, drugog entiteta Bosne i Hercegovine. U Srbiji, općina graniči s Gradom Šapcem te općinama Krupanj i Mali Zvornik. Na granici Bosnom i Hercegovinom, općina Loznica graniči s općinama Bijeljina i Zvornik koje administrativno pripadaju Republici Srpskoj. Granice nisu u potpunosti određene na jugoistoku prema Rađevini, odnosno općini Krupanj. Rađevini pripadaju sela s lijevih obala rječica Likodre, Kostajnika i Cerove koje teku prema Jadru. Od ušća Likodre, granica ide prema sjeveroistoku te podnožje Vlašića ostaje u Rađevini, a podnožje Cera ostaje u Jadru.

### Fizička geografija
Općina Loznica sastoji se od 3 velike cjeline: 
- sjever - planine Cer (687 m) i Iverak (426 m)
- središnji dio - doline rijeka Jadar i Lešnica
- jug - planine Gučevo (779 m) i Boranja (856 m)

## Naselja u sastavu Općine Loznica
| B - Banja Koviljača - Baščeluci - Bradić - Brezjak - Brnjac C - Cikote Č - Čokešina | D - Donja Badanja - Donja Sipulja - Donje Nedeljice - Donji Dobrić - Draginac F - Filipovići | G - Gornja Badanja - Gornja Borina - Gornja Koviljača - Gornja Sipulja - Gornje Nedeljice - Gornji Dobrić - Grnčara J - Jadranska Lešnica - Jarebice - Jelav - Joševa - Jugovići | K - Kamenica - Klupci - Korenita - Kozjak - Krajišnici L - Lešnica - Lipnica - Lipnički Šor - Loznica - Lozničko Polje | M - Milina N - Novo Selo P - Paskovac - Ploča - Pomijača | R - Ribarice - Runjani S - Simino Brdo - Slatina - Straža - Stupnica Š - Šurice | T - Tekeriš - Trbosilje - Trbušnica - Tršić V - Veliko Selo - Voćnjak Z - Zajača |

## Stanovništvo
Nacionalna struktura stanovništva je homogena zato što su 94,1 % stanovništa Srbi.
| broj stanovnika | 78228 | 84180 | 86875 | 86413 |
|                 | 1971. | 1981. | 1991. | 2002. |

## Gospodarstvo
U razdoblju od 1951. do 1957. izgrađena je prva tvornica viskoze u Jugoslaviji, "Viskoza". U okviru te tvornice izgrađeno je i industrijsko naselje.
Poljoprivredna proizvodnja odvija se na oko 36.000 ha od čega na oranice otpada 29.000 ha, voćnjake 2.300 ha, livade 900 ha te pašnjake 2.800 ha. U ratarskoj proizvodnji najznačajnija je proizvodnja žitarica na 18.000 ha, industrijskog bilja na 1.000 ha, povrća na 3.200 ha te krmnog bilja na 6.000 ha.